# K.B. Andersen
Knud Børge Andersen (født 1. december 1914 i København, død 23. marts 1984 smst) var en dansk socialdemokratisk politiker.
Han var udenrigsminister i Regeringen Jens Otto Krag III samt Regeringen Anker Jørgensen I og II.
Desuden var han formand for Folketinget fra 3. oktober 1978 til 8. december 1981 og Socialdemokratiets partisekretær.
Han var også fra den 3. til 5. oktober 1972 konstitueret statsminister efter Jens Otto Krag – efterfulgt af Anker Jørgensen.